# Christian al V-lea al Danemarcei
Christian al V-lea (n. 15/25 aprilie 1646, Flensburg, Schleswig, Germania – d. 25 august/4 septembrie 1699, Copenhaga, Danemarca), a fost rege al Danemarcei și al Norvegiei din 1670 până în 1699. A fost fiul regelui Frederic al III-lea al Danemarcei și al reginei Sophie Amalie de Braunschweig-Lüneburg. S-a căsătorit cu Charlotte Amalie de Hesse-Kassel la 14 mai 1667 la Nykøbing și a devenit rege la 9 februarie 1670.

## Tinerețea
Cristian a fost ales succesor al tatălui său în iunie 1650, cu toate acestea, nu a era în virtutea lui să aleagă, ci a rezultat succesiunea automată, care fusese autorizată prin Legea Regala în 1665. În august în același ani, el a fost primit ca atare la Copenhaga, în septembrie, în Odense și Viborg, și în iulie 1656, în Christiania, Norvegia. Cristian a fost sub conducerea lui Christoffer Parsberg într-o călătorie lungă în străinătate, în Olanda, Anglia, Franța și acasă prin Germania. El a primit prin această călătorie, posibilitatea de a vedea absolutismul cum avansează în realizarea sa cea mai splendidă sub tânărul Ludovic al XIV-lea, și teoria dreptului divin al regilor. În august 1663, Cristian s-a întors acasă. Fiind primul care a fost urcat pe tron ca rege unic, la încoronarea și ungerea sa ca rege în 1671, a fost introdus un nou brand ceremonial magnific și au fost achiziționate noi bijuterii pentru prețioasa coroană.

## Domnia
Christian al V-lea a fost un rege popular dar imaginea lui a fost umbrită de încercarea sa nereușită să recâștige Skåneland pentru Danemarca în al doilea război scanian. Războiul a epuizat resursele economice ale Danemarcei.
Reacția lui Cristian de a apela la oamenii de rând poate fi explicată prin faptul că a permis danezilor obișnuiți să intre în serviciul de stat, dar încercările sale de a restrânge influența însemnau continuarea tatălui său față de absolutism.  Pentru a se acomoda cu non-aristocrații în serviciul de stat, el a creat noi rânduri nobile și de baroni. 
După Războiul Scanian, sora lui, prințesa Ulrike Eleonora a Danemarcei, s-a căsătorit cu regele suedez Carol al XI-lea, a cărui mamă a fost un susținător solid al ducelui de Holstein-Gottorp. În ciuda legăturilor de familie, un război între cumnați a fost aproape din nou în 1689, când Carol al XI-lea aproape a provocat o confruntare cu Danemarca, prin sprijinul său cu exilatul Cristian Albert, Duce de Holstein-Gottorp la pretențiile sale la Holstein-Gottorp în Schleswig-Holstein.
La fel ca și Carol al XI-lea, care nu a ieșit niciodată din Suedia, Cristian al V-lea a vorbit numai limba germană și daneză, și prin urmare, a fost de multe ori considerat a fi prost educat din cauza incapacității sale de a comunica cu diplomații străini. Cristian a fost, de asemenea, considerat de multe ori a fi dependent de consilieri și de surse contemporane. Monarhul danez nu a făcut nimic pentru a risipi această noțiune. În memoriile sale, el și-a enumerat lucrurile de interes principal în viața sa, și anume vânătoarea, a face dragoste, războiul și afacerile maritime.
El a introdus Codul Danez în 1683, primul cod de legi pentru toată Danemarca. Acesta a fost urmat de către Codul Norvegian în 1687. De asemenea a mai introdus registrul funciar în 1688, prin  care încerca să lucreze în afara valorii terenului a monarhiei unite, în scopul de a crea o impozitare mai exactă. În timpul domniei sale, știința a cunoscut o epocă de aur, datorită lucrărilor astronomului Ole Rømer, în ciuda lipsei de interes personal al regelui pentru cunoștințele științifice.
A murit după un accident de vânătoare și a fost înmormântat la Catedrala Roskilde.

## Familia
Cristian a avut opt copii cu soția sa și cinci cu amanta sa oficială. El a introdus-o public pe amanta sa de numai 16 ani, Sofia Amalie Molie (1654-1719), la curtea sa în 1672, o mișcare care a insultat-o pe soția sa. Amanta lui a fost fiica fostului său tutore, Poul Moth, și a făcut-o contesă de Samsø la 31 decembrie 1677.
Copii legitimi cu regina Charlotte Amalie:
- Frederick al IV-lea
- Cristian Vilhelm
- Cristian
- Sophie Hedevig
- Carol
- Christiane Charlotte
- Vilhelm

Copii nelegitimi cu amanta sa oficială, Contesa de Samsø:
- Christiane Gyldenløve
- Christian Gyldenløve
- Sophie Christiane Gyldenløve
- Anna Christiane Gyldenløve
- Ulrik Christian Gyldenløve